# Alchemilla curtiloba
Alchemilla curtiloba är en rosväxtart som beskrevs av Robert Buser och Pierre Jacquet. Alchemilla curtiloba ingår i släktet daggkåpor, och familjen rosväxter. Inga underarter finns listade i Catalogue of Life.